# Herenstraat 51 (Voorburg)
Herenstraat 51 of Vossenburch is een rijksmonument in Voorburg in de Nederlandse provincie Zuid-Holland. Het pand is gebouwd in de 17e eeuw maar werd al voor het eerst genoemd in 1522; vanaf de tweede helft van de 17e eeuw was er een smederij gevestigd. De gevelsteen toont een burcht die sterk lijkt op het wapen van Voorburg, met een vos ervoor, en het opschrift “Vossenburch”. Het heeft een trapgevel met zogenaamde maskerkoppen als sluitstenen boven de vensters. Het monument valt onder het beschermd dorpsgezicht Voorburg. 

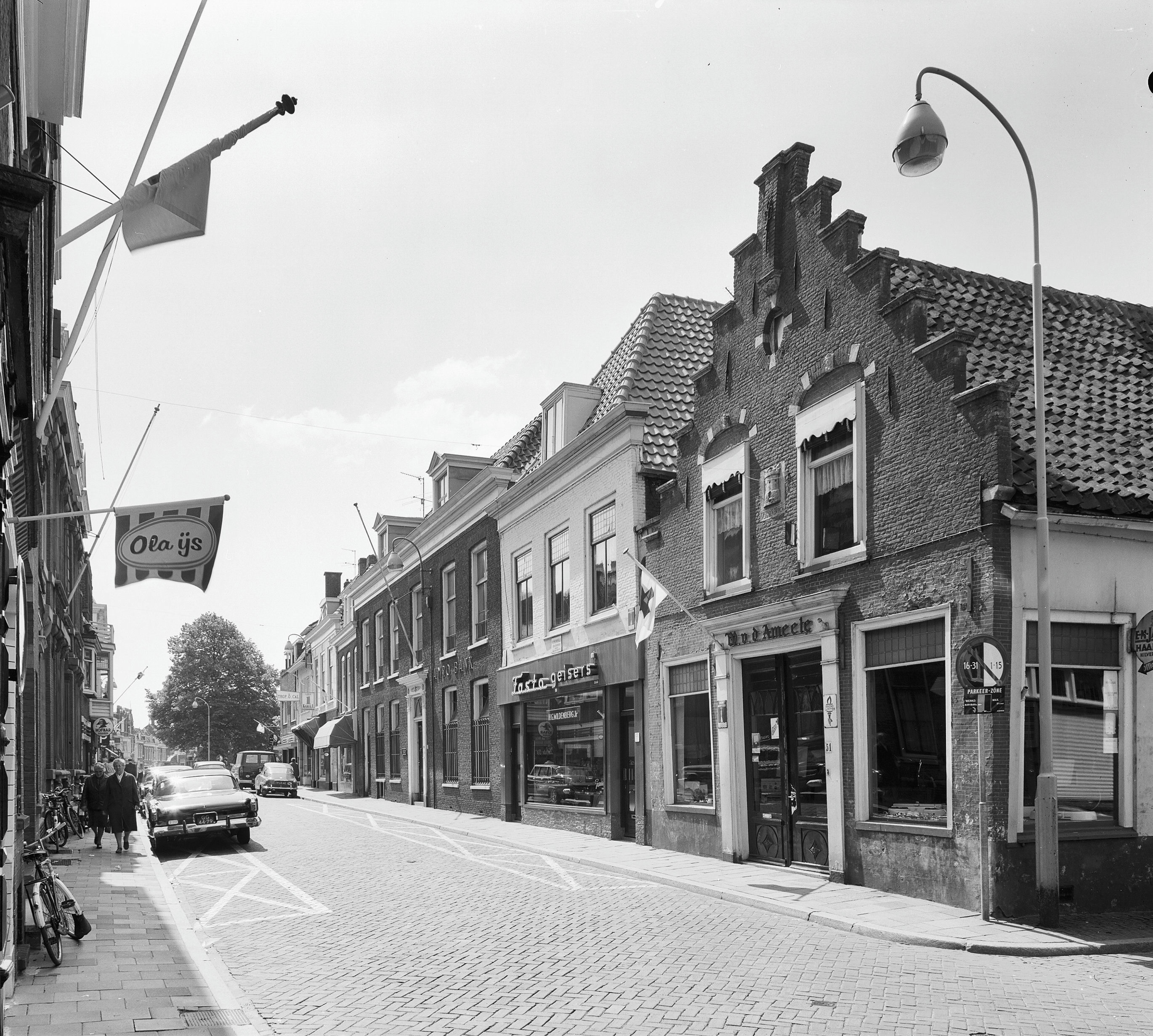
Het pand in 1968.